# Transmetteur d'images domestique
 (décembre 2008).
Si vous disposez d'ouvrages ou d'articles de référence ou si vous connaissez des sites web de qualité traitant du thème abordé ici, merci de compléter l'article en donnant les références utiles à sa vérifiabilité et en les liant à la section « Notes et références ».
Un transmetteur d'images domestique est un système de communication privé à faible puissance et faible portée exploitable. Il permet notamment le transfert, selon le principe de répétition d'un signal initial, des images PAL/SECAM  et du son stéréo d'une pièce de l'habitation à une autre, ou du salon au jardin, au garage, à l'atelier, etc.

## Caractéristiques
Cette technologie regroupe des appareils commercialisés sous des noms divers : retransmetteur, relais, vidéo-sender, émetteur ou répéteur vidéo, diffuseur d'images,diffuseur vidéo, réémetteur de salon, kit pour vidéo-surveillance, répartiteur vidéo, transmetteur d'images ou modules de transmission RX-TX, etc. Leur caractéristique commune est la transmission hertzienne sans fil, dans le cadre domestique, d'images ou de son entre appareils audiovisuels, en utilisant les bandes de fréquence ISM affectées aux usages domestiques à 2,4 GHz et 5,8 GHz.
Le kit transmetteur se compose d'un émetteur à une ou plusieurs entrées audio/vidéo et d'un récepteur que l'on connecte en général sur un téléviseur secondaire ou à un moniteur. Le transmetteur permet, le plus souvent, l'utilisation d'une télécommande pour piloter les appareils audio/vidéo depuis une autre pièce, grâce à un signal de télécommande infrarouge aboutissant sur la ou les sources 
Remarque : le transmetteur ne retransmet, ou répète, que la chaîne sélectionnée, on ne peut pas en regarder deux différentes à la fois, via un transmetteur, par exemple une chaîne au salon et une autre dans la chambre, du moins depuis le produit basique. Toutefois si le récepteur-source piloté (ex adaptateur TNT) possède deux tuners un choix différent peut s'opérer.
Ces appareils sont soit équipés d'une antenne 1/4 d'onde verticale omnidirectionnelle (ouvrant horizontalement sur 360 °), soit d'une antenne plate (antenne patch) directionnelle, ouvrant sur un environ 120° en 2,4 GHz et environ 80° à 5,8 GHz.

## Zone normale d'utilisation
La distance de service, efficace ou exploitable (distance de l'émetteur au récepteur) dépend de la nature de l'environnement immédiat et de l'agencement : nature des murs et leur épaisseur, ouvertures des portes, de la fréquence, etc.
Les constructeurs donnent en général au moins 50 m de portée exploitable en 2.4 GHz dans une habitation, sans indication de pertes, ni de qualité exprimée par le rapport signal/bruit. Si les antennes du transmetteur sont à vue (par exemple : qu'il n'y a pas d'obstacle), la portée exploitable en extérieur (espace ouvert) peut atteindre voire dépasser les 500 m, dans le cadre de l'utilisation d'une caméra déportée, par exemple, astrocam, météocam, aérocam, etc.
La portée maximale dite de curiosité (signal affecté par du bruit marqué « neige » avec clics) peut atteindre 5 km, particulièrement avec un kit doté d'un récepteur sensible à faible bruit.
En 5,8 GHz la portée généralement donnée par les notices jointes, indiquent 15 à 20 m, car les ondes (bande des 5 cm) ont un pouvoir de pénétration dans/à travers, les obstacles (murs, plafonds...) inférieur au 2,4 GHz. En espace ouvert (dégagé) les 500 m de portée sont généralement atteints.

## Interférences
La propagation des ondes en milieu fermé est affectée de perturbations liée aux échos mobiles ou fixes, personnes, animaux, ouvertures de portes, mobilier. Il y a donc lieu de rechercher le meilleur emplacement au récepteur, en le déplaçant jusqu'à obtenir une qualité acceptable. 
Le fonctionnement des transmetteurs domestiques (et certaines caméras sans-fil) peut être brouillé, ou interférer avec tout autre appareil domestique proche utilisant ces fréquences :
- les fours ménagers à micro-ondes, calés sur 2,45 GHz (ce qui correspond sensiblement au canal 3 ou C des transmetteurs), fréquence à oscillation libre, c'est-à-dire qui diffuse de part et d'autre sur toute la largeur de la bande 2,4 GHz, voire un peu plus.
- les stations Wi-Fi, d'un transmetteur Wi-Fi G ;
- les stations radioamateur (jusqu'à 2,45 GHz) ;
- les caméras sans fil, d'un autre transmetteur ;
- les périphériques Bluetooth jusqu'à plus de 10 m.[réf. nécessaire]

En effet, tous ces appareils sont, eux aussi, sur la bande ISM. Certains transmetteurs placés trop près d'une autre catégorie d'appareils radioélectriques peuvent aussi les brouiller, par principe de réciprocité, si fréquences identiques.
Dans la bande des 5,8 GHz(5725-5875 Mhz), les problèmes causés par les fours à micro-ondes n'existent plus, ni les perturbations issues de la multiplication des points d'accès Wifi, mais l'atténuation des signaux dans l'espace libre et à travers les obstacles est plus marquée, pouvant être compensée, mais qu'en partie, par la puissance d'émission autorisée un peu plus élevée, maxi 25 mW (14 dBm), soit près de 4 dB de plus qu'un 2,4 GHz à 10 à mW (10 dBm). En 5.8GHz les applications ludiques ou professionnelles sont aussi nombreuses, telles que le vol en immersion (aérocam = caméra embarquée en aéromodélisme), etc. avec des risques d'interférences moins fréquents. De plus, le nombre de canaux (sélections) différents est porté à 7 ou 8.

## Réglementation
En bande 2,4 GHz :
- en France, en bande industrielle, scientifique et médicale (bande ISM) (2,4 GHz : 2,400 à 2,483 5 GHz) : Puissance isotrope rayonnée équivalente (PIRE) maximale : 10 mW en mode analogique, 100 mW en mode RLAN Wifi ;
- dans certains territoires d'Outre-Mer, la PIRE est parfois limitée à 2,5 mW ;
- dans certains départements (liste publiée et mise à jour par l'Autorité de régulation des télécommunications), l'utilisation de la totalité de la bande 2,400 − 2,483,5 GHz est autorisée pour les installations radioélectriques de faible puissance et de faible portée non spécifiques avec une PIRE maximale de 10 mW,(10 dBm) à l’intérieur et à l’extérieur des bâtiments.

En bande 1,2 GHz :
- en France comme en Europe, l'emploi de transmetteur fonctionnant dans la bande 1,2 GHz est interdite.

En bande 5.1 /5,3 GHz :
- en France la bande 5 GHz, ISM, allant 5,150 à 5,350 GHz est limitée à 200 mW pour un usage exclusivement intérieur.

- en bande 5.7/5,8 GHz la puissance max est de 25mW (soit environ 14 dBm).

Certains kits transmetteurs 2,4 GHz, bien que vendus librement en vente par correspondance et surfaces spécialisées, sont composés d'une partie émetteur présentant une puissance de 50 mW et ne peuvent prétendre au certificat de conformité, « CE », marquage, ou logo, que l'on retrouve sur tous les produits publics ou courants, donc libres d'emploi, usage professionnel ou domestique, en plein air ou interne.

## Applications
Les transmetteurs 2.4 et 5,8 GHz sont généralement utilisés avec des sources telles que magnétoscope, lecteur DVD, terminal satellite, adaptateur TNT et caméras d'intérieur, y compris les caméscopes (surveillance bébé) ou les caméras d'extérieur déportées, pour vidéo-surveillance sans fil, ainsi que pour certaines formes de modélisme au sol et aérien. 
Ces transmetteurs sont également utilisés pour les webcam sans fil, en remplacement de la liaison filaires USB.
Il y a aucune garantie de non-brouillage dans ces 2 spectres publics gratuits.
Il n'existe pas de règles de calcul (bilan) dans une réception confinée en 2.4 ou 5.8 GHz (l'intérieur d'un bâtiment), car les paramètres peuvent être particuliers, seul l'essai valide, ou pas, une liaison exploitable (avec quelle qualité ? aspect subjectif ?)  TX >> RX.